# Grenada vid världsmästerskapen i friidrott 2022
Grenada tävlade vid världsmästerskapen i friidrott 2022 i Eugene i USA mellan den 15 och 24 juli 2022. Grenada hade en trupp på tre idrottare.

## Medaljörer
| Medalj | Idrottare       | Gren                    | Datum   |
| ------ | --------------- | ----------------------- | ------- |
| Guld   | Anderson Peters | Herrarnas spjutkastning | 23 juli |
| Silver | Kirani James    | Herrarnas 400 meter     | 22 juli |

## Resultat

### Herrar
Gång- och löpgrenar
| Idrottare    | Gren      | Försöksheat | Försöksheat | Semifinal | Semifinal | Final    | Final     |
| Idrottare    | Gren      | Resultat    | Placering   | Resultat  | Placering | Resultat | Placering |
| ------------ | --------- | ----------- | ----------- | --------- | --------- | -------- | --------- |
| Kirani James | 400 meter | 45,29       | 3 0Q0       | 44,74     | 4 0Q0     | 44,48    | 2         |

Teknikgrenar
| Idrottare       | Gren          | Kval    | Kval      | Final   | Final     |
| Idrottare       | Gren          | Distans | Placering | Distans | Placering |
| --------------- | ------------- | ------- | --------- | ------- | --------- |
| Anderson Peters | Spjutkastning | 89,91 m | 1 0Q0     | 90,54 m | 1         |

Mångkamp – Tiokamp
| Idrottare     | Gren     | 100 m | Längd  | Kula         | Höjd   | 400 m | 110 m häck | Diskus  | Stav        | Spjut        | 1 500 m      | Totalt     | Placering |
| ------------- | -------- | ----- | ------ | ------------ | ------ | ----- | ---------- | ------- | ----------- | ------------ | ------------ | ---------- | --------- |
| Lindon Victor | Resultat | 10,78 | 7,26 m | 16,29 m 0SB0 | 2,02 m | 49,27 | 14,76      | 53,92 m | 4,80 m 0SB0 | 66,20 m 0SB0 | 4.47,22 0SB0 | 8 474 0SB0 | 5         |
| Lindon Victor | Poäng    | 910   | 876    | 869          | 822    | 849   | 879        | 952     | 849         | 832          | 636          | 8 474 0SB0 | 5         |